# Vierfleck-Zartspinne
Die Vierfleck-Zartspinne (Anyphaena accentuata) ist eine Spinnenart aus der Familie der Zartspinnen. Sie ist in Mitteleuropa weit verbreitet und häufig. Der Gattungsname leitet sich vom griechischen Wort ἀν-υφαίνω (an-yphaino, weben) ab. Das Artepitheton kommt vom mittellateinischen accentuare (betonen).

## Beschreibung
Die Vierfleck-Zartspinne ist unverwechselbar durch die markanten vier kleinen schwarzen Dreiecke am Hinterleib (Opisthosoma) charakterisiert. Dem Aussehen nach ähnelt sie den Sackspinnen, von denen sie sich jedoch durch die Stellung der Tracheenöffnung (Stigma) in der Mitte der Bauchseite des Hinterkörpers unterscheidet. Bei den Sackspinnen liegt die Tracheenöffnung unmittelbar vor den Spinnwarzen. Die Weibchen haben eine Länge von 5–9 mm, während die Männchen nur 4–7 mm erreichen. Sie sind gelb bis dunkelbraun gefärbt, der Vorderkörper (Prosoma) trägt schwarze gezackte Seitenbänder mit hellen Flecken. Die Beine sind gelbbraun und schwarz gescheckt und tragen kurze gelbliche Härchen. Die Männchen sind etwas kräftiger gezeichnet. Die Vierfleck-Zartspinne hat 8 Augen, von denen 6 bogenförmig an der Stirnseite angeordnet sind. Die Tarsen tragen zwei Klauen und besitzen Hafthaare. Das Endglied der hinteren Spinnwarzen ist deutlich kegelförmig.

## Verbreitung und Lebensraum
Die Vierfleck-Zartspinne ist von Europa bis Zentralasien verbreitet.
Die Art lebt auf Laubbäumen, Sträuchern und im Gebüsch und liebt Feuchtigkeit. Tagsüber zieht sie sich in ihre mit Blättern gesponnene Wohnröhre zurück. Nachts geht sie auf Jagd und wird nicht selten auch in Häusern und Wohnungen angetroffen.

## Lebensweise

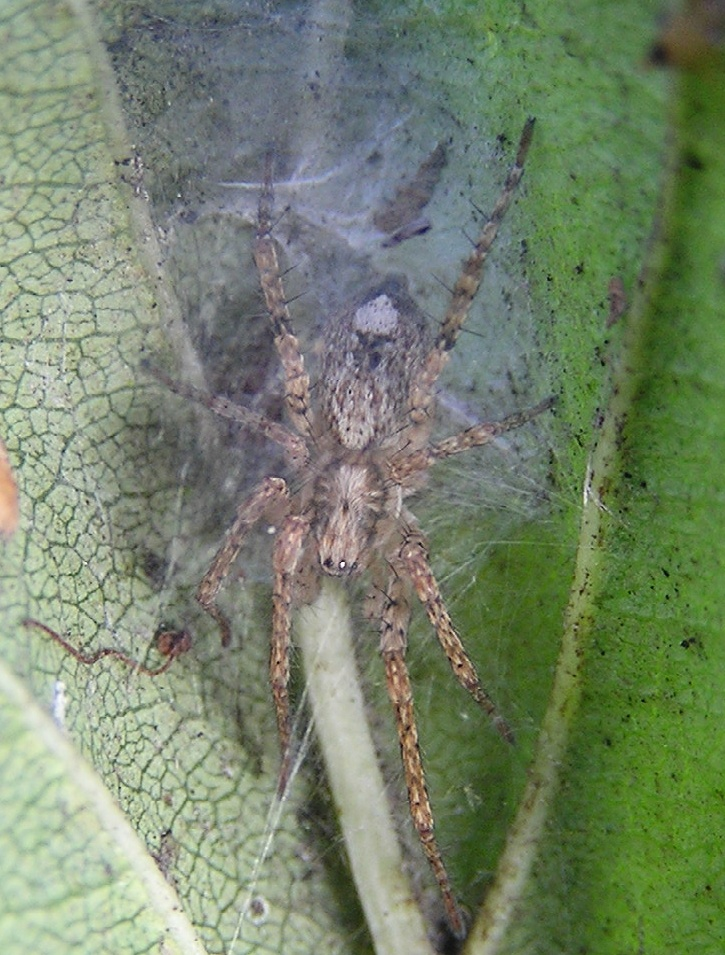
Vierfleck-Zartspinne in ihrem Gespinst auf einer Blattunterseite

Die Art überwintert im letzten Jugendstadium unter der Rinde von Bäumen. Von Mai bis Juli können adulte Tiere angetroffen werden. Den Tag über verbringt die Zartspinne in einer aus zusammengerollten Blättern gesponnenen, beiderseits offenen Wohnröhre. Nachts wird Jagd gemacht auf kleine Insekten (Zweiflügler, Blattläuse). Die Beute wird in den Cheliceren herumgetragen, bis sie völlig ausgesaugt ist, was bei einer Blattlaus ca. 15–20 Minuten dauert.
Die Zartspinne hat ein ungewöhnliches Paarungsverhalten: im Vorspiel trommelt das Männchen rhythmisch mit den Tastern und dem ersten Vorderbeinpaar auf die Wohnröhre des Weibchens, um es in Stimmung zu versetzen. Gleichzeitig vibriert sein Hinterleib und erzeugt einen Ton. Die Paarung kann mehrere Stunden dauern. Im zusammengerollten Blatt findet dann die Eiablage statt.
Im Hinterleib schmarotzt als Parasit die Larve des Zweiflüglers Ogcodes varius.

## Systematik
Bei der in der älteren Literatur beschriebenen Unterart A. accentuata obscura (Fundort: Venusberg bei Bonn) handelt es sich nach neuerer Auffassung nur um eine Färbungsvariante.